# Wilhelm Busch (politician)
Wilhelm Busch (n. 13 octombrie 1892 la Herleshausen- d.30 ianuarie 1968 la Coburg) a fost un politician nazist din Germania.

## Biografie
După absolvirea școii primare, a învățat meseria de lăcătuș pe care a practicat-o și în afara Germaniei. Din 1912 până în 1914 a făcut parte din Regimentul al II-lea de Artilerie din Potsdam. A participat la Primul Război Mondial din 1914 până în 1918. Fiind grav rănit , a fost decorat cu Crucea de Fier (clasa a II-a) și cu Medalia Răniților. Din decembrie 1918  a muncit din nou ca lăcătuș  respectiv lăcătuș-șef iar din 1 ianuarie 1935 ca inspecotr tehnic la uzina de reparații a căilor ferate germane "Reichsbahn" cu sediul la Gotha.
Din 1924 până în 1926 Busch a fost membru al Consiliului Municipal din Gotha. Timp de un an a condus organizația locală  a partidului național-socialist din Gotha apoi pe cea din Seebergen (1928 - 32). În perioada 1932-33 a condus organizația unită din Gotha/Seebergen. În septembrie 1932 a preluat funcția conducătorului districtului Gotha. În aug. 1932 Busch a ajuns deputat al landtag-ului din Turingia(din care a făcut parte până la dizolvarea acestuia în toamna 1933). Din noiembrie 1933 până la sfârșitul regimului nazist a activat ca deputat al Reichstag-ului German (sectorul electoral 12 - Turingia). Din 23 oct. 1933 Busch  a fost și membru al Consiliului de Stat al guvernului turingian. În cadrul SS-ului a obținut rangul unui "Sturmbannführer".
Pe 22 aprilie 1945 soldați americani l-au arestat la Seebergen internându-l în diverse lagăre. Pe 24 august 1948 Tribunalul din Benefeld-Bomlitz l-a judecat  la trei ani și patru luni de detenție. Având în vedere perioada de internare, Busch a fost eliberat încă în aceeași lună. După aceea  a locuit la Hartenholm apoi la Kattendorf și la Coburg.
Efortul lui de a fi revizuit verdictul (2 martie 1949) a fost în zadar (hotărârea judecătorească a Curții Supreme de Justiție din Hamm). În ultimii ani de viață a trăit la Coburg.